# Zaton (obwód penzeński)
Zaton (ros. Затон) – osiedle w Rosji, w obwodzie penzeńskim, w rejonie gorodiszczeńskim. W 2010 liczyło 379 mieszkańców.